# Tribehou
Tribehou (prononcé tʁibu) est une commune française, située dans le département de la Manche en région Normandie, peuplée de 511 habitants.

## Géographie
La commune est dans le périmètre du parc naturel régional des marais du Cotentin et du Bessin.
Elle se compose d'un bourg principal (Tribehou) et de plusieurs écarts : le Port, l'Isle, l'Hôtel Borel, l'Hôtel Fontain, Ferme de la Cour, la Mirrerie, la Ramée, l'Hôtel es Bas, le Bosq, la Mare, le Rivet, la Vincenterie, la Rue es Meulets, Saint Martin, la Petite Ramée, Ferme de la Motte, Gournay.
Tribehou est occupée par plusieurs marais au nord, nord-ouest de son territoire : Grand Marais, marais de la Baritte, marais du Fresnay, le marais de Haut. Elle est bordée à l'ouest par le Lozon, à l'est par la Terrette et les marais du Hommet-d'Arthenay. Elle est traversée par la rivière du Moulin. Ces trois derniers cours d'eau alimentent la Taute, juste au nord de Tribehou.
| Saint-André-de-Bohon                                 | Saint-André-de-Bohon                                 | Graignes-Mesnil-Angot                                                                               |
| Marchésieux                                          | Tribehou                                             | Pont-Hébert (comm. dél. du Hommet-d'Arthenay)                                                       |
| Remilly Les Marais (comm. dél. de Remilly-sur-Lozon) | Remilly Les Marais (comm. dél. des Champs-de-Losque) | Pont-Hébert (comm. dél. du Hommet-d'Arthenay), Remilly Les Marais (comm. dél. des Champs-de-Losque) |

### Hydrographie
La commune est située dans le bassin Seine-Normandie. Elle est drainée par la Taute, la Terrette, le Lozon, le canal 01 de la commune de Tribehou, le canal 01 du Marais de la Baritte, le fossé 01 de la commune d'Hommet d'Arthenay, la rivière du Moulin, la Taute et un autre petit cours d'eau,.
La Taute, d'une longueur de 40 km, prend sa source dans la commune de Cambernon et se jette dans la Douve à Carentan-les-Marais, après avoir traversé 13 communes. 
La Terrette, d'une longueur de 29 km, prend sa source dans la commune de Cerisy-la-Salle et se jette dans la Taute en limite de en limite de la commune et de Graignes-Mesnil-Angot, après avoir traversé 13 communes. 
Le Lozon, d'une longueur de 25 km, prend sa source dans la commune de Cametours et se jette dans la Taute en limite de Marchésieux et de la commune, après avoir traversé dix communes. 

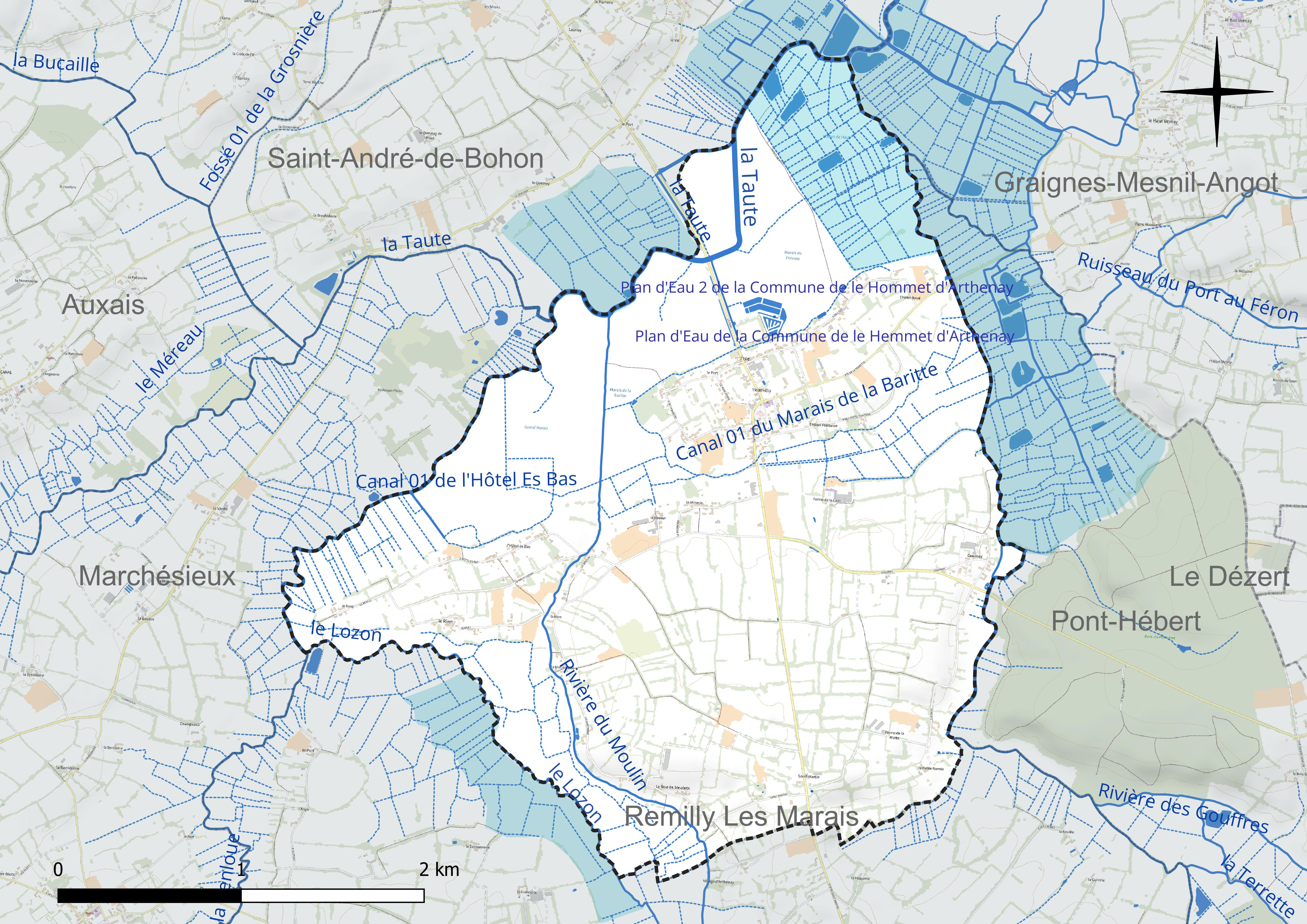
Réseau hydrographique de Tribehou.

Un plan d'eau complète le réseau hydrographique : le bassin de décantation 1 de la commune de Tribehou (1,2 ha),.

### Climat
Pour des articles plus généraux, voir Climat de la Normandie et Climat de la Manche.
En 2010, le climat de la commune est de type climat océanique franc, selon une étude du CNRS s'appuyant sur une série de données couvrant la période 1971-2000. En 2020, Météo-France publie une typologie des climats de la France métropolitaine dans laquelle la commune est exposée à un climat océanique et est dans la région climatique  Normandie (Cotentin, Orne), caractérisée par une pluviométrie relativement élevée (850 mm/a) et un été frais (15,5 °C) et venté. Parallèlement le GIEC normand, un groupe régional d’experts sur le climat, différencie quant à lui, dans une étude de 2020, trois grands types de climats pour la région Normandie, nuancés à une échelle plus fine par les facteurs géographiques locaux. La commune est, selon ce zonage, exposée à un « climat maritime », correspondant au Cotentin et à l'ouest du département de la Manche, frais, humide et pluvieux, où les contrastes pluviométrique et thermique sont parfois très prononcés en quelques kilomètres quand le relief est marqué.
Pour la période 1971-2000, la température annuelle moyenne est de 11 °C, avec une amplitude thermique annuelle de 11,5 °C. Le cumul annuel moyen de précipitations est de 936 mm, avec 13,8 jours de précipitations en janvier et 7,7 jours en juillet. Pour la période 1991-2020, la température moyenne annuelle observée sur la station météorologique la plus proche, située sur la commune de Sainte-Marie-du-Mont à 18 km à vol d'oiseau, est de 11,6 °C et le cumul annuel moyen de précipitations est de 890,0 mm,. Pour l'avenir, les paramètres climatiques de la commune estimés pour 2050 selon différents scénarios d’émission de gaz à effet de serre sont consultables sur un site dédié publié par Météo-France en novembre 2022.

## Urbanisme

### Typologie
Au 1er janvier 2024, Tribehou est catégorisée commune rurale à habitat dispersé, selon la nouvelle grille communale de densité à sept niveaux définie par l'Insee en 2022. Elle est située hors unité urbaine. Par ailleurs la commune fait partie de l'aire d'attraction de Saint-Lô, dont elle est une commune de la couronne,. Cette aire, qui regroupe 63 communes, est catégorisée dans les aires de 50 000 à moins de 200 000 habitants,.

### Occupation des sols
L'occupation des sols de la commune, telle qu'elle ressort de la base de données européenne d’occupation biophysique des sols Corine Land Cover (CLC), est marquée par l'importance des territoires agricoles (94,5 % en 2018), en diminution par rapport à 1990 (95,4 %). La répartition détaillée en 2018 est la suivante : prairies (71,6 %), zones agricoles hétérogènes (15,2 %), terres arables (7,7 %), zones urbanisées (5,5 %). L'évolution de l’occupation des sols de la commune et de ses infrastructures peut être observée sur les différentes représentations cartographiques du territoire : la carte de Cassini (XVIIIe siècle), la carte d'état-major (1820-1866) et les cartes ou photos aériennes de l'IGN pour la période actuelle (1950 à aujourd'hui).

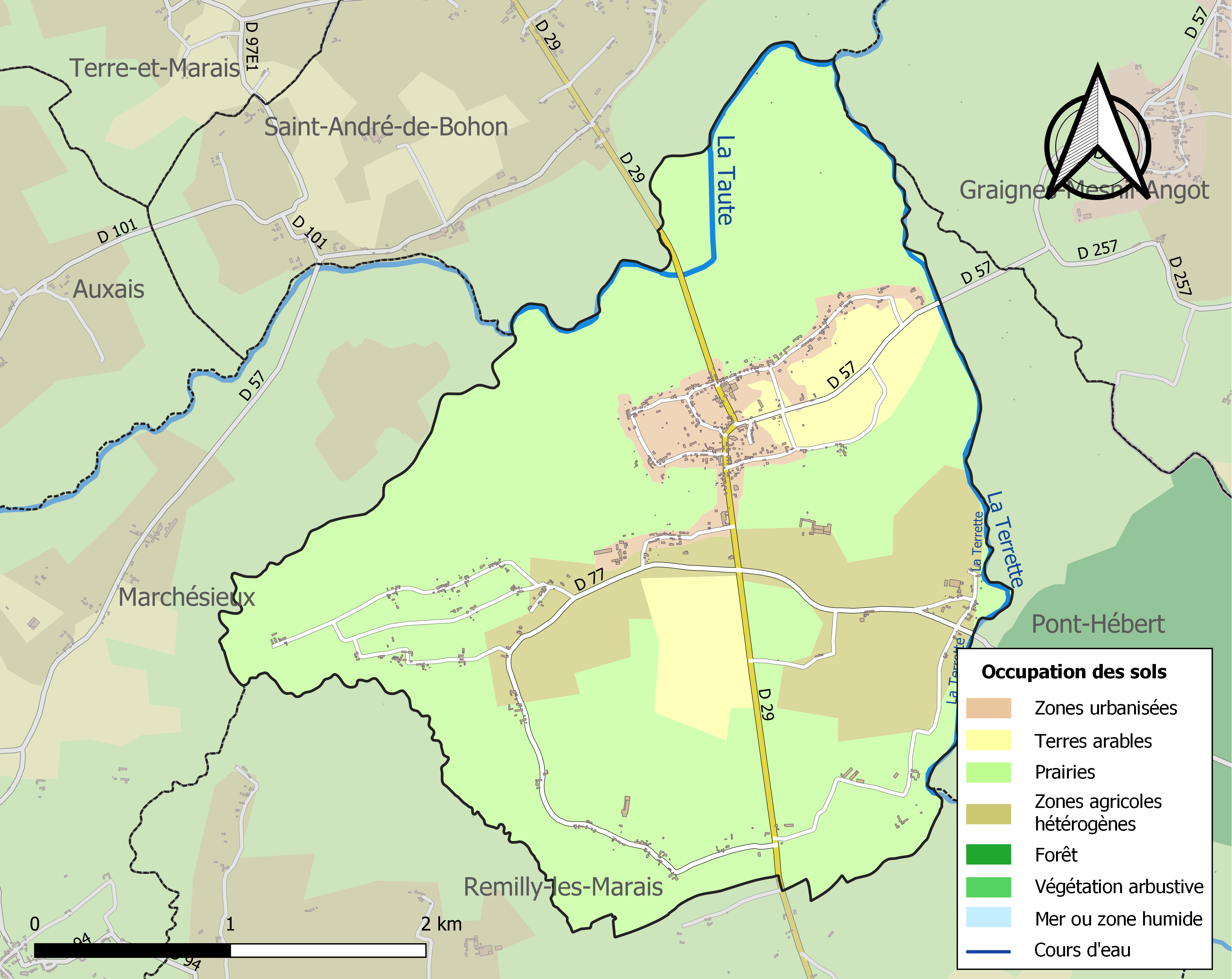
Carte des infrastructures et de l'occupation des sols de la commune en 2018 (CLC).

## Toponymie
Le nom de la localité est attesté sous les formes Tribehou XIIe siècle, Tribohou en 1184, Tripehou en 1212, Tribouhou en 1395.
La prononciation est tʁibu.
De l'anthroponyme germanique Trisboldus et du saxon ho, « île, presqu'île, promontoire ».
Le gentilé est Triboudais.

### Microtoponymie
Le hameau Gournay : Gournay est initialement un type toponymique issu du gaulois *Gornacon. Il est basé sur les éléments *gorn-, thème hydronymique mal éclairci et le suffixe gaulois -acon de localisation (du celtique commun *-āko-), latinisé en -acum ou -acus dans les textes. La commune est entourée par les eaux.
Les hameaux en Y-ère/-erie sont des habitats ultérieurs, résultant du développement démographique de la Normandie. Ils désignaient la ferme de la famille Y, fondée sur les nouvelles terres obtenues par les grands défrichements des XIe – XIIIe siècles. Les essarts prennent le nom des défricheurs, suivi de la désinence -erie ou -ière. Les autres hameaux en Hôtel / Le / Maison... Y sont des constructions encore plus tardives, ils désignent la propriété de la famille Y.

## Histoire
Dans la première moitié du XIIe siècle, la paroisse relevait de l'honneur du Hommet. Vers 1200, l'église relevait de l'abbaye de Hambye.

### Circonscriptions administratives avant la Révolution
- Généralité : Caen.
- Élection : Carentan et Saint-Lô (1612/1636), puis Saint-Lô (1713).
- Sergenterie : Carentan.

## Politique et administration
| Période                                  | Période    | Identité                  | Étiquette    | Qualité                        |
| ---------------------------------------- | ---------- | ------------------------- | ------------ | ------------------------------ |
| 1807                                     | 1819       | Guillaume Louis Darthenay | Conservateur | Député du Calvados (1805-1814) |
|                                          |            |                           |              |                                |
| 1977                                     | 1994       | Louis Darthenay           |              |                                |
| 1994                                     | 1995       | Lucien Darthenay          |              |                                |
| juin 1995                                | avril 2014 | Rémi Regnault             | SE           | Agriculteur et batelier        |
| avril 2014                               | 2020       | Raymonde Dujardin         | SE           | Retraitée                      |
| 2020                                     | En cours   | Gérard Charrault          |              |                                |
| Les données manquantes sont à compléter. |            |                           |              |                                |

Le conseil municipal est composé de onze membres dont le maire et deux adjoints.

## Démographie
L'évolution du nombre d'habitants est connue à travers les recensements de la population effectués dans la commune depuis 1793. Pour les communes de moins de 10 000 habitants, une enquête de recensement portant sur toute la population est réalisée tous les cinq ans, les populations de référence des années intermédiaires étant quant à elles estimées par interpolation ou extrapolation. Pour la commune, le premier recensement exhaustif entrant dans le cadre du nouveau dispositif a été réalisé en 2004.
En 2022, la commune comptait 511 habitants, en évolution de −5,37 % par rapport à 2016 (Manche : −0,31 %, France hors Mayotte : +2,11 %).
Tribehou a compté jusqu'à 1 179 habitants en 1806.
| 1793  | 1800  | 1806  | 1821  | 1831  | 1836  | 1841  | 1846  | 1851  |
| ----- | ----- | ----- | ----- | ----- | ----- | ----- | ----- | ----- |
| 1 041 | 1 115 | 1 179 | 1 138 | 1 118 | 1 138 | 1 140 | 1 144 | 1 157 |

| 1856  | 1861  | 1866  | 1872  | 1876  | 1881  | 1886  | 1891  | 1896 |
| ----- | ----- | ----- | ----- | ----- | ----- | ----- | ----- | ---- |
| 1 101 | 1 102 | 1 082 | 1 004 | 1 033 | 1 020 | 1 037 | 1 007 | 944  |

| 1901 | 1906 | 1911 | 1921 | 1926 | 1931 | 1936 | 1946 | 1954 |
| ---- | ---- | ---- | ---- | ---- | ---- | ---- | ---- | ---- |
| 975  | 959  | 903  | 752  | 706  | 741  | 706  | 651  | 644  |

| 1962 | 1968 | 1975 | 1982 | 1990 | 1999 | 2004 | 2006 | 2009 |
| ---- | ---- | ---- | ---- | ---- | ---- | ---- | ---- | ---- |
| 668  | 638  | 587  | 528  | 499  | 519  | 508  | 516  | 497  |

| 2014 | 2019 | 2022 | - | - | - | - | - | - |
| ---- | ---- | ---- | - | - | - | - | - | - |
| 530  | 520  | 511  | - | - | - | - | - | - |

## Économie

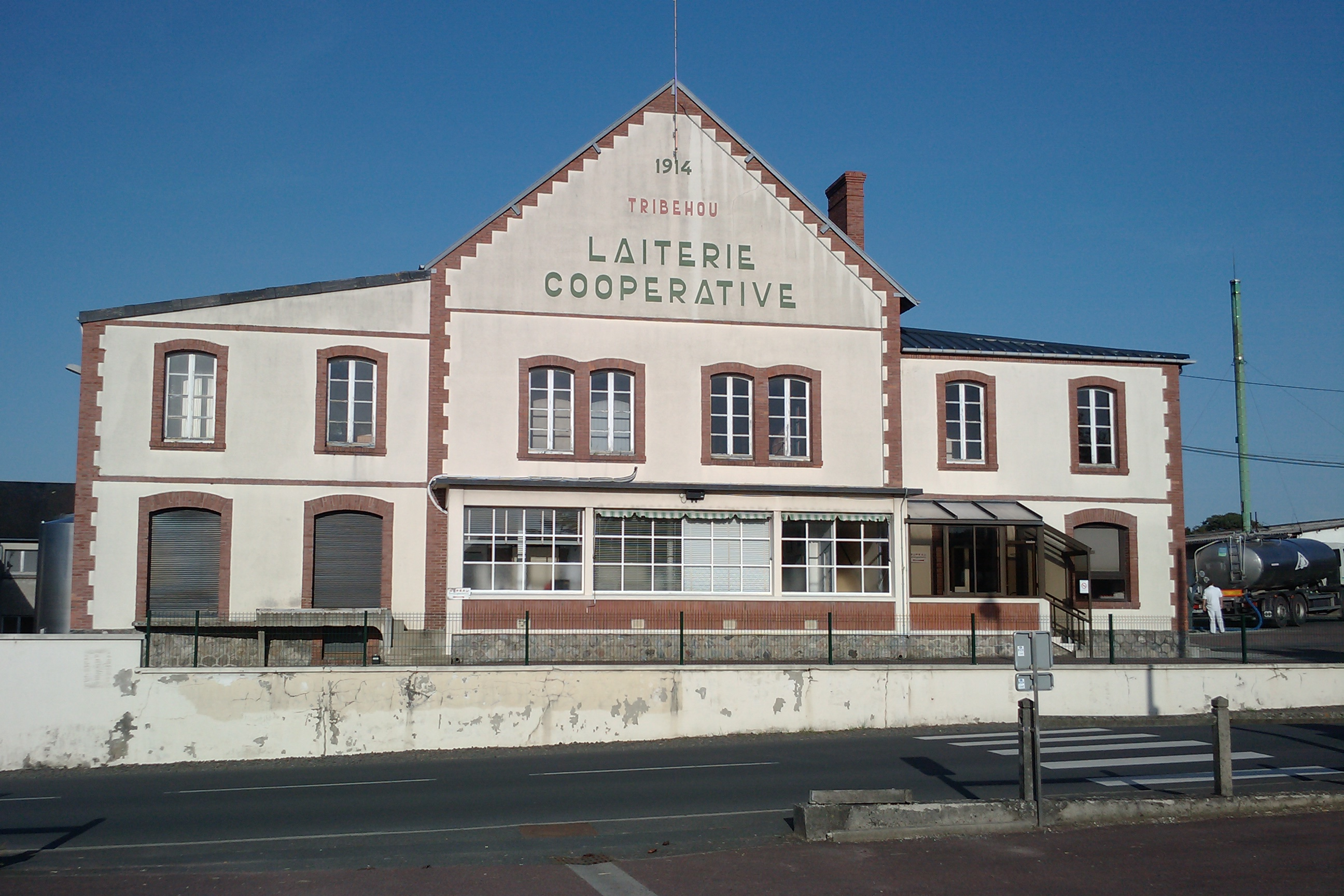
La laiterie coopérative.

La commune se situe dans la zone géographique des appellations d'origine protégée (AOP) beurre d'Isigny et crème d'Isigny.

## Lieux et monuments

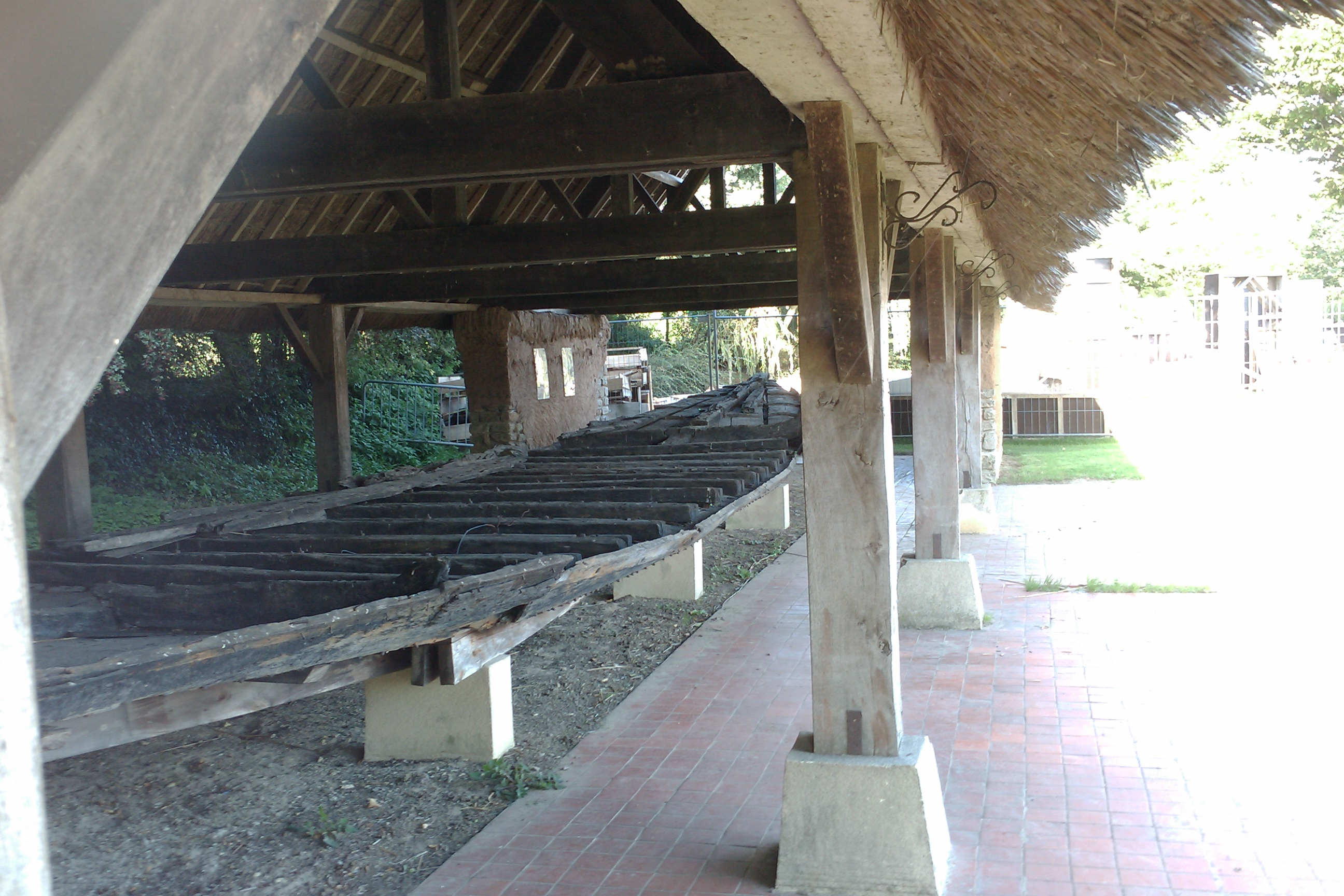
La gabarre.

- Exposition d'une ancienne gabare (retrouvée au fond d'un marais) qui se trouve en face de l'école sous un abri typique de la région des Marais du Cotentin et du Bessin. Cet abri est constitué de murs en torchis et d'un toit en chaume et a été construit par les habitants de la commune.
- Église Notre-Dame du XIXe siècle, avec son cimetière. Elle abrite des fonts baptismaux du XVIIe, les statues XVIIIe et XIXe dont saint Nicolas et les enfants, verrière du XXe de Mauméjean[36].
- Monument aux morts érigé en 1926, situé dans le cimetière. Il est surmonté de la statue La Victoire en chantant, réalisée par Charles Édouard Richefeu.
- If funéraire du cimetière.
- Rue de l'Isle et rue de la Baritte : maisons typiques en terre argileuse.
- La Hoguette.
- Laiterie coopérative fondée en 1914.
- Ancienne forge de Tribehou rénovée. Elle se trouve sur la place du bourg, en face de l'école. Ouverte au public pour visite.
- Motte de Tribehou. Elle est située au fond d'un vallon, sur la route allant des Champs-de-Losque à Tribehou, sur la droite et aujourd'hui en plein champ, mais on pouvait encore voir il y a quelques années, à très peu de distance de son emplacement, les ruines de l'église et du presbytère de la paroisse de Saint-Martin-des-Champs aujourd'hui disparue[37]. La motte, qui est en contrebas par rapport aux champs alentour, est assez vaste mais très aplanie. Elle occupe une grande partie de ce champ long et étroit nommé la butte, mais il est difficile de préciser ses dimensions[38].
- Rives de la Taute entre ses confluents avec la Terrette et le Lozon.

## Personnalités liées à la commune
- Guillaume Louis Darthenay (Tribehou, 1750 - 1834), député du Calvados.
- L'artiste-peintre Clotilde Vautier (1939-1968) est inhumée au cimetière communal.
- Marcel Guillaume, chef de la brigade criminelle, modèle de Georges Simenon pour son Jules Maigret, s'est retiré à Tribehou à sa retraite.
- Émile Damecour (Tribehou, 1846 - 1940), homme politique.